# Rhacophorus hui
Rhacophorus hui es una especie de anfibio anuro de la familia Rhacophoridae. Es endémica de las provincias de Sichuán y Hubei en China, donde habita entre los 2000 y 3150 m de altitud. 